# Parcs et jardins classés du Grand Londres
Le Register of Historic Parks and Gardens of Special Historic Interest in England (en), créé en 1983, est administré par Historic England. Il comprend plus de 1 600 sites, allant des jardins de maisons privées aux cimetières et parcs publics.
Il y a 168 parcs et jardins enregistrés dans le Grand Londres. 18 sont classés au grade I, 32 au grade II* et 118 au grade II.
Il n'y a pas de parcs et jardins classés dans le borough londonien de Barking et Dagenham, le borough royal de Kingston upon Thames et le borough londonien de Waltham Forest.

## Clé
| Grade | Critères                                                                                      |
| ----- | --------------------------------------------------------------------------------------------- |
| I     | Parcs et jardins d'intérêt exceptionnel, parfois considérés comme d'importance internationale |
| II*   | Parcs et jardins particulièrement importants et présentant un intérêt plus que particulier    |
| II    | Parcs et jardins d'importance nationale et d'intérêt particulier                              |

## Parcs et jardins

### Barnet
| Nom                                    | Grade | Localisation  | Type          | Terminé             | Grille réf/Coordonnées                   | Numéro  | Image      |
| -------------------------------------- | ----- | ------------- | ------------- | ------------------- | ---------------------------------------- | ------- | ---------- |
| Wrotham Park                           | II    | Hadley        | Parc paysager | Début du 19e siècle | TQ2448998979 51° 40′ 33″ N, 0° 12′ 04″ O | 1000254 | Voir aussi |
| Cimetière d'East Finchley              | II*   | East Finchley | Cimetière     | 1855                | TQ2591389605 51° 35′ 28″ N, 0° 11′ 02″ O | 1000835 | Voir aussi |
| Avenue House Grounds                   | II    | Church End    | Parc public   | Années 1880         | TQ2521290274 51° 35′ 51″ N, 0° 11′ 37″ O | 1001430 | Voir aussi |
| Crématorium de Golders Green           | I     | Golders Green | Crématorium   | 1902                | TQ2536087961 51° 34′ 36″ N, 0° 11′ 32″ O | 1001575 | Voir aussi |
| Cimetière de St Pancras et d'Islington | II*   | East Finchley | Cimetière     | 1854                | TQ2721890615 51° 36′ 00″ N, 0° 09′ 52″ O | 1001688 | Voir aussi |
| Hoop Lane Jewish Cemetery              | II    | Golders Green | Cimetière     | 1896                | TQ2521788071 51° 34′ 39″ N, 0° 11′ 40″ O | 1465310 | Voir aussi |

### Bexley
| Nom              | Grade | Localisation | Type           | Terminé             | Grille réf/Coordonnées                   | Numéro  | Image      |
| ---------------- | ----- | ------------ | -------------- | ------------------- | ---------------------------------------- | ------- | ---------- |
| Danson Park      | II    | Welling      | Parc public    | Années 1760         | TQ4710575029 51° 27′ 18″ N, 0° 06′ 57″ E | 1000211 | Voir aussi |
| Hall Place       | II    | Bexley       | Jardin         | Années 1920         | TQ5024074176 51° 26′ 48″ N, 0° 09′ 38″ E | 1000247 | Voir aussi |
| Foots Cray Place | II    | Foots Cray   | Parc et jardin | 1903                | TQ4740971818 51° 25′ 34″ N, 0° 07′ 08″ E | 1000288 | Voir aussi |
| Lamorbey Park    | II    | Sidcup       | Parc et jardin | Début du 20e siècle | TQ4669873240 51° 26′ 21″ N, 0° 06′ 33″ E | 1000289 | Voir aussi |

### Brent
| Nom                         | Grade | Localisation | Type        | Terminé | Grille réf/Coordonnées                   | Numéro  | Image      |
| --------------------------- | ----- | ------------ | ----------- | ------- | ---------------------------------------- | ------- | ---------- |
| Cimetière de Paddington     | II    | Kilburn      | Cimetière   | 1855    | TQ2456283752 51° 32′ 20″ N, 0° 12′ 19″ O | 1001542 | Voir aussi |
| Roundwood Park              | II    | Willesden    | Parc public | 1895    | TQ2214284043 51° 32′ 31″ N, 0° 14′ 24″ O | 1001556 | Voir aussi |
| Cimetière juif de Willesden | II    | Willesden    | Cimetière   | 1873    | TQ2210484425 51° 32′ 44″ N, 0° 14′ 26″ O | 1449184 | Voir aussi |

### Bromley
| Nom                 | Grade | Localisation   | Type          | Terminé              | Grille réf/Coordonnées                   | Numéro  | Image      |
| ------------------- | ----- | -------------- | ------------- | -------------------- | ---------------------------------------- | ------- | ---------- |
| Down House          | II    | Downe          | Jardin        | 1846                 | TQ4307460729 51° 19′ 40″ N, 0° 03′ 08″ E | 1000358 | Voir aussi |
| Crystal Palace Park | II*   | Crystal Palace | Parc public   | 1855                 | TQ3429870925 51° 25′ 17″ N, 0° 04′ 12″ O | 1000373 | Voir aussi |
| Holwood Park        | II    | Keston         | Parc paysager | 1798                 | TQ4210863862 51° 21′ 22″ N, 0° 02′ 22″ E | 1000812 | Voir aussi |
| Sundridge Park      | II    | Sundridge      | Parc paysager | Fin du XVIIIe siècle | TQ4163270630 51° 25′ 01″ N, 0° 02′ 07″ E | 1000841 | Voir aussi |
| Priory Gardens      | II    | Orpington      | Parc public   | Fin du XIXe siècle   | TQ4664966680 51° 22′ 49″ N, 0° 06′ 21″ E | 1001444 | Voir aussi |

### Camden
| Nom                                                    | Grade | Localisation    | Type                 | Terminé                 | Grille réf/Coordonnées                   | Numéro  | Image      |
| ------------------------------------------------------ | ----- | --------------- | -------------------- | ----------------------- | ---------------------------------------- | ------- | ---------- |
| Kenwood                                                | II*   | Hampstead       | Parc paysager        | Fin du XVIIIe siècle    | TQ2709887234 51° 34′ 11″ N, 0° 10′ 03″ O | 1000142 | Voir aussi |
| Bloomsbury Square                                      | II    | Bloomsbury      | Square               | Années 1660             | TQ3033681674 51° 31′ 08″ N, 0° 07′ 22″ O | 1000210 | Voir aussi |
| Coram's Fields, avec Mecklenburgh et Brunswick Squares | II    | King's Cross    | Terrain de l'hôpital | Milieu du XVIIIe siècle | TQ3049682277 51° 31′ 28″ N, 0° 07′ 13″ O | 1000212 | Voir aussi |
| Russell Square                                         | II    | Bloomsbury      | Square               | 1806                    | TQ3008682021 51° 31′ 20″ N, 0° 07′ 35″ O | 1000213 | Voir aussi |
| The Hill                                               | II    | Hampstead       | Jardin               | 1922                    | TQ2606086732 51° 33′ 55″ N, 0° 10′ 58″ O | 1000244 | Voir aussi |
| Bedford Square                                         | II*   | Bloomsbury      | Square               | Années 1870             | TQ2984081662 51° 31′ 08″ N, 0° 07′ 48″ O | 1000245 | Voir aussi |
| Regent's Park                                          | I     | Marylebone      | Parc public          | 1827                    | TQ2798782893 51° 31′ 50″ N, 0° 09′ 23″ O | 1000246 | Voir aussi |
| Gray's Inn                                             | II*   | Holborn         | Jardin               | 1770                    | TQ3096781825 51° 31′ 13″ N, 0° 06′ 50″ O | 1000351 | Voir aussi |
| Cimetière de Highgate                                  | I     | Highgate        | Cimetière            | 1839                    | TQ2841487057 51° 34′ 04″ N, 0° 08′ 55″ O | 1000810 | Voir aussi |
| Lincoln's Inn Fields                                   | II    | Holborn         | Square               | Début du 19e siècle     | TQ3077381385 51° 30′ 58″ N, 0° 07′ 00″ O | 1000819 | Voir aussi |
| St George's Gardens                                    | II*   | King's Cross    | Parc public          | 1889                    | TQ3044382464 51° 31′ 34″ N, 0° 07′ 16″ O | 1000832 | Voir aussi |
| Waterlow Park                                          | II*   | Highgate        | Parc public          | 1891                    | TQ2867487094 51° 34′ 05″ N, 0° 08′ 41″ O | 1000849 | Voir aussi |
| Primrose Hill                                          | II    | Primrose Hill   | Parc public          | Milieu du 19e siècle    | TQ2759483909 51° 32′ 23″ N, 0° 09′ 42″ O | 1001526 | Voir aussi |
| Cimetière de Hampstead                                 | II    | Hampstead       | Cimetière            | 1876                    | TQ2486985577 51° 33′ 19″ N, 0° 12′ 01″ O | 1001644 | Voir aussi |
| St Pancras Gardens                                     | II    | St Pancras      | Parc public          | 1877                    | TQ2973983503 51° 32′ 08″ N, 0° 07′ 51″ O | 1001689 | Voir aussi |
| Alexandra Road Park                                    | II*   | South Hampstead | Parc public          | 1979                    | TQ2604583830 51° 32′ 21″ N, 0° 11′ 02″ O | 1469254 |            |

### City of London
| Nom                | Grade | Localisation | Type                  | Terminé | Grille réf/Coordonnées                   | Numéro  | Image      |
| ------------------ | ----- | ------------ | --------------------- | ------- | ---------------------------------------- | ------- | ---------- |
| Finsbury Circus    | II    | Finsbury     | Square                | 1817    | TQ3286581616 51° 31′ 04″ N, 0° 05′ 11″ O | 1001259 | Voir aussi |
| Middle Temple      | II    | Temple       | Jardin                | 1682    | TQ3114480848 51° 30′ 41″ N, 0° 06′ 42″ O | 1001453 | Voir aussi |
| The Barbican       | II*   | Cripplegate  | Jardin de lotissement | 1982    | TQ3234981831 51° 31′ 12″ N, 0° 05′ 38″ O | 1001668 | Voir aussi |
| Golden Lane Estate | II    | Finsbury     | Jardin de lotissement | 1962    | TQ3217482109 51° 31′ 21″ N, 0° 05′ 47″ O | 1468840 | Voir aussi |

### Croydon
| Nom                                    | Grade | Localisation  | Type                | Terminé     | Grille réf/Coordonnées                   | Numéro  | Image      |
| -------------------------------------- | ----- | ------------- | ------------------- | ----------- | ---------------------------------------- | ------- | ---------- |
| Addington Palace                       | II    | Addington     | Parc privé          | Années 1780 | TQ3661164521 51° 21′ 48″ N, 0° 02′ 21″ O | 1000790 | Voir aussi |
| Norwood Grove                          | II    | Upper Norwood | Parc public         | 1926        | TQ3119570599 51° 25′ 09″ N, 0° 06′ 53″ O | 1000823 | Voir aussi |
| Promenade de Verdun Memorial Landscape | II    | Purley        | Jardin commémoratif | 1922        | TQ2980661612 51° 40′ 33″ N, 0° 12′ 04″ O | 1431287 |            |

### Ealing
| Nom                                              | Grade | Localisation | Type        | Terminé | Grille réf/Coordonnées                   | Numéro  | Image      |
| ------------------------------------------------ | ----- | ------------ | ----------- | ------- | ---------------------------------------- | ------- | ---------- |
| Walpole Park                                     | II    | Ealing       | Parc public | 1902    | TQ1739780242 51° 30′ 32″ N, 0° 18′ 35″ O | 1000847 | Voir aussi |
| City of Westminster Cemetery                     | II    | Hanwell      | Cimetière   | 1854    | TQ1592280004 51° 30′ 25″ N, 0° 19′ 52″ O | 1001543 | Voir aussi |
| Royal Borough of Kensington and Chelsea Cemetery | II    | Hanwell      | Cimetière   | 1855    | TQ1583580466 51° 30′ 41″ N, 0° 19′ 56″ O | 1001544 | Voir aussi |

### Enfield
| Nom              | Grade | Localisation  | Type           | Terminé                | Grille réf/Coordonnées                   | Numéro  | Image      |
| ---------------- | ----- | ------------- | -------------- | ---------------------- | ---------------------------------------- | ------- | ---------- |
| Myddelton House  | II    | Enfield       | Jardin         | 1954                   | TQ3414299219 51° 40′ 33″ N, 0° 03′ 41″ O | 1000243 | Voir aussi |
| Grovelands Park  | II*   | Southgate     | Parc paysager  | Fin du XVIIIe siècle   | TQ3052794308 51° 37′ 57″ N, 0° 06′ 56″ O | 1000395 | Voir aussi |
| Trent Park       | II    | Cockfosters   | Parc paysager  | Fin du XVIIIe siècle   | TQ2873597589 51° 39′ 44″ N, 0° 08′ 24″ O | 1000484 | Voir aussi |
| Broomfield House | II    | Palmers Green | Parc et jardin | Début du XVIIIe siècle | TQ3041292729 51° 37′ 06″ N, 0° 07′ 04″ O | 1000517 | Voir aussi |
| Forty Hall       | II    | Forty Hill    | Parc et jardin | Fin du XVIIIe siècle   | TQ3375798731 51° 40′ 17″ N, 0° 04′ 02″ O | 1001357 | Voir aussi |

### Greenwich
| Nom                  | Grade | Localisation | Type                          | Terminé     | Grille réf/Coordonnées                   | Numéro  | Image      |
| -------------------- | ----- | ------------ | ----------------------------- | ----------- | ---------------------------------------- | ------- | ---------- |
| Greenwich Park       | I     | Greenwich    | Parc public                   | Années 1660 | TQ3906377268 51° 28′ 38″ N, 0° 00′ 04″ E | 1000174 | Voir aussi |
| Well Hall Pleasaunce | II    | Well Hall    | Parc public                   | 1936        | TQ4242575040 51° 27′ 23″ N, 0° 02′ 55″ E | 1000850 | Voir aussi |
| Eltham Palace        | II*   | Eltham       | Jardin                        | 1935        | TQ4246173950 51° 26′ 48″ N, 0° 02′ 55″ E | 1001410 | Voir aussi |
| Repository Woods     | II    | Woolwich     | Zone d'entraînement militaire | Années 1800 | TQ4251178100 51° 29′ 02″ N, 0° 03′ 04″ E | 1001717 | Voir aussi |

### Hackney
| Nom                    | Grade | Localisation    | Type        | Terminé | Grille réf/Coordonnées                   | Numéro  | Image      |
| ---------------------- | ----- | --------------- | ----------- | ------- | ---------------------------------------- | ------- | ---------- |
| Cimetière d'Abney Park | II    | Stoke Newington | Cimetière   | 1840    | TQ3340086830 51° 33′ 52″ N, 0° 04′ 37″ O | 1000789 | Voir aussi |
| Clissold Park          | II    | Stoke Newington | Parc public | 1889    | TQ3264386470 51° 33′ 41″ N, 0° 05′ 16″ O | 1000800 | Voir aussi |
| Springfield Park       | II    | Upper Clapton   | Parc public | 1905    | TQ3462987518 51° 34′ 14″ N, 0° 03′ 32″ O | 1000839 | Voir aussi |

### Hammersmith and Fulham
| Nom               | Grade | Localisation | Type        | Terminé     | Grille réf/Coordonnées                   | Numéro  | Image      |
| ----------------- | ----- | ------------ | ----------- | ----------- | ---------------------------------------- | ------- | ---------- |
| Fulham Palace     | II*   | Fulham       | Jardin      | Années 1760 | TQ2411876201 51° 28′ 16″ N, 0° 12′ 52″ O | 1000133 | Voir aussi |
| St Peter's Square | II    | Hammersmith  | Square      | 1830        | TQ2200378455 51° 29′ 31″ N, 0° 14′ 39″ O | 1000837 | Voir aussi |
| Bishops Park      | II    | Fulham       | Parc public | 1893        | TQ2395176058 51° 28′ 12″ N, 0° 13′ 01″ O | 1001677 | Voir aussi |

### Haringey
| Nom              | Grade | Localisation  | Type        | Terminé | Grille réf/Coordonnées                   | Numéro  | Image      |
| ---------------- | ----- | ------------- | ----------- | ------- | ---------------------------------------- | ------- | ---------- |
| Finsbury Park    | II    | Finsbury Park | Parc public | 1869    | TQ3171987513 51° 34′ 16″ N, 0° 06′ 03″ O | 1000804 | Voir aussi |
| Alexandra Palace | II    | Wood Green    | Parc public | 1863    | TQ2966789984 51° 35′ 38″ N, 0° 07′ 46″ O | 1001253 | Voir aussi |

### Harrow
| Nom            | Grade | Localisation       | Type          | Terminé             | Grille réf/Coordonnées                   | Numéro  | Image      |
| -------------- | ----- | ------------------ | ------------- | ------------------- | ---------------------------------------- | ------- | ---------- |
| Grim's Dyke    | II    | Harrow Weald       | Jardin        | Années 1870         | TQ1407792924 51° 37′ 25″ N, 0° 21′ 13″ O | 1001254 | Voir aussi |
| Canons Park    | II    | Stanmore           | Parc public   | 1938                | TQ1813691988 51° 36′ 52″ N, 0° 17′ 43″ O | 1001394 | Voir aussi |
| Harrow Park    | II    | Harrow on the Hill | Parc paysager | 1771                | TQ1532886993 51° 34′ 12″ N, 0° 20′ 14″ O | 1001424 |            |
| Bentley Priory | II    | Stanmore           | Parc paysager | Début du 19e siècle | TQ1558292885 51° 37′ 23″ N, 0° 19′ 54″ O | 1001440 | Voir aussi |

### Havering
| Nom             | Grade | Localisation | Type   | Terminé     | Grille réf/Coordonnées                   | Numéro  | Image      |
| --------------- | ----- | ------------ | ------ | ----------- | ---------------------------------------- | ------- | ---------- |
| Upminster Court | II    | Upminster    | Jardin | Années 1900 | TQ5636587962 51° 34′ 08″ N, 0° 15′ 17″ E | 1001586 | Voir aussi |

### Hillingdon
| Nom             | Grade | Localisation | Type            | Terminé      | Grille réf/Coordonnées                   | Numéro  | Image      |
| --------------- | ----- | ------------ | --------------- | ------------ | ---------------------------------------- | ------- | ---------- |
| Harefield Place | II    | Harefield    | Jardin          | XVIIe siècle | TQ0544089483 51° 35′ 40″ N, 0° 28′ 45″ O | 1001525 |            |
| Stockley Park   | II    | Hayes        | Parc de bureaux | 1993         | TQ0791680469 51° 30′ 46″ N, 0° 26′ 47″ O | 1466074 | Voir aussi |

### Hounslow
| Nom              | Grade | Localisation | Type           | Terminé                 | Grille réf/Coordonnées                   | Numéro  | Image      |
| ---------------- | ----- | ------------ | -------------- | ----------------------- | ---------------------------------------- | ------- | ---------- |
| Chiswick House   | I     | Chiswick     | Jardin         | Années 1720             | TQ2083077489 51° 29′ 00″ N, 0° 15′ 41″ O | 1000111 | Voir aussi |
| Syon Park        | I     | Isleworth    | Jardin         | Milieu du XVIIIe siècle | TQ1723276641 51° 28′ 36″ N, 0° 18′ 48″ O | 1000148 | Voir aussi |
| Osterley Park    | II*   | Osterley     | Parc et jardin | Années 1760             | TQ1441478372 51° 29′ 34″ N, 0° 21′ 12″ O | 1000287 | Voir aussi |
| Gunnersbury Park | II*   | Gunnersbury  | Jardin         | Fin du XVIIIe siècle    | TQ1876178931 51° 29′ 49″ N, 0° 17′ 26″ O | 1000808 | Voir aussi |
| Strawberry House | II    | Chiswick     | Jardin         | 1924                    | TQ2185978091 51° 29′ 19″ N, 0° 14′ 46″ O | 1000840 |            |
| Walpole House    | II    | Chiswick     | Jardin         | Années 1920             | TQ2183578082 51° 29′ 19″ N, 0° 14′ 48″ O | 1000846 |            |

### Islington
| Nom                          | Grade | Localisation | Type      | Terminé | Grille réf/Coordonnées                   | Numéro  | Image      |
| ---------------------------- | ----- | ------------ | --------- | ------- | ---------------------------------------- | ------- | ---------- |
| Bunhill Fields Burial Ground | I     | Finsbury     | Cimetière | 1666    | TQ3269382267 51° 31′ 25″ N, 0° 05′ 19″ O | 1001713 | Voir aussi |

### Kensington and Chelsea
| Nom                                | Grade | Localisation  | Type            | Terminé     | Grille réf/Coordonnées                   | Numéro  | Image      |
| ---------------------------------- | ----- | ------------- | --------------- | ----------- | ---------------------------------------- | ------- | ---------- |
| Chelsea Physic Garden              | I     | Chelsea       | Jardin          | 1673        | TQ2771177783 51° 29′ 04″ N, 0° 09′ 44″ O | 1000147 | Voir aussi |
| Ladbroke Estate                    | II    | Notting Hill  | Square          | 1868        | TQ2433780975 51° 30′ 50″ N, 0° 12′ 34″ O | 1000242 | Voir aussi |
| Cimetière de Brompton              | I     | West Brompton | Cimetière       | 1840        | TQ2571977766 51° 29′ 06″ N, 0° 11′ 27″ O | 1000248 | Voir aussi |
| Royal Hospital et Ranelagh Gardens | II    | Chelsea       | Jardin          | 1849        | TQ2809178055 51° 29′ 13″ N, 0° 09′ 24″ O | 1000353 | Voir aussi |
| The Boltons                        | II    | Brompton      | Square          | Années 1860 | TQ2616778248 51° 29′ 21″ N, 0° 11′ 03″ O | 1000793 | Voir aussi |
| Cadogan Place                      | II    | Belgravia     | Jardin          | Années 1870 | TQ2795379085 51° 29′ 46″ N, 0° 09′ 29″ O | 1000796 |            |
| 100 Cheyne Walk                    | II    | Chelsea       | Jardin          | 1909        | TQ2684677499 51° 28′ 56″ N, 0° 10′ 29″ O | 1000799 |            |
| Edwardes Square                    | II*   | Kensington    | Square          | 1819        | TQ2499979118 51° 29′ 50″ N, 0° 12′ 02″ O | 1000803 | Voir aussi |
| Hans Place                         | II    | Knightsbridge | Square          | Années 1770 | TQ2775279257 51° 29′ 52″ N, 0° 09′ 40″ O | 1000809 | Voir aussi |
| Holland Park                       | II    | Kensington    | Parc public     | 1756        | TQ2482079810 51° 30′ 12″ N, 0° 12′ 11″ O | 1000811 | Voir aussi |
| Cimetière de Kensal Green          | I     | Kensal Green  | Cimetière       | 1833        | TQ2329482547 51° 31′ 42″ N, 0° 13′ 27″ O | 1000817 | Voir aussi |
| St Luke's Garden                   | II    | Chelsea       | Parc public     | 1881        | TQ2719878303 51° 29′ 22″ N, 0° 10′ 10″ O | 1000834 | Voir aussi |
| The Roof Garden, 99 High Street    | II    | Kensington    | Jardin sur toit | 1938        | TQ2560279494 51° 30′ 02″ N, 0° 11′ 31″ O | 1001406 | Voir aussi |
| Roper's Garden                     | II    | Chelsea       | Parc public     | 1964        | TQ2704477565 51° 28′ 58″ N, 0° 10′ 18″ O | 1468220 | Voir aussi |

### Lambeth
| Nom                                      | Grade | Localisation     | Type        | Terminé              | Grille réf/Coordonnées                   | Numéro  | Image      |
| ---------------------------------------- | ----- | ---------------- | ----------- | -------------------- | ---------------------------------------- | ------- | ---------- |
| Brockwell Park                           | II    | Herne Hill       | Parc public | 1892                 | TQ3165874036 51° 27′ 00″ N, 0° 06′ 24″ O | 1000794 | Voir aussi |
| Kennington Park                          | II    | Kennington       | Parc public | 1854                 | TQ3141177704 51° 28′ 59″ N, 0° 06′ 32″ O | 1000816 | Voir aussi |
| Lambeth Palace                           | II    | Lambeth          | Jardin      | Années 1920          | TQ3067379175 51° 29′ 47″ N, 0° 07′ 08″ O | 1000818 | Voir aussi |
| Myatt's Fields                           | II    | Camberwell       | Parc public | 1889                 | TQ3181776701 51° 28′ 26″ N, 0° 06′ 12″ O | 1000822 | Voir aussi |
| The Rookery                              | II    | Streatham Common | Parc public | 1913                 | TQ3092970835 51° 25′ 17″ N, 0° 07′ 06″ O | 1000829 | Voir aussi |
| Ruskin Park                              | II    | Camberwell       | Parc public | 1910                 | TQ3250375749 51° 27′ 55″ N, 0° 05′ 38″ O | 1000831 | Voir aussi |
| St Michael's Convent                     | II    | Streatham        | Jardin      | Milieu du 19e siècle | TQ3102771177 51° 25′ 28″ N, 0° 07′ 01″ O | 1000836 |            |
| Cimetière et crématorium de West Norwood | II*   | West Norwood     | Cimetière   | 1837                 | TQ3224972131 51° 25′ 58″ N, 0° 05′ 56″ O | 1000851 | Voir aussi |

### Lewisham
| Nom                     | Grade | Localisation | Type        | Terminé     | Grille réf/Coordonnées                   | Numéro  | Image      |
| ----------------------- | ----- | ------------ | ----------- | ----------- | ---------------------------------------- | ------- | ---------- |
| Horniman Gardens        | II    | Forest Hill  | Parc public | 1930        | TQ3481173217 51° 26′ 31″ N, 0° 03′ 42″ O | 1000813 | Voir aussi |
| Manor House Gardens     | II    | Lee          | Parc public | Années 1770 | TQ3943374889 51° 27′ 21″ N, 0° 00′ 20″ E | 1000821 | Voir aussi |
| Cimetière de Grove Park | II    | Grove Park   | Cimetière   | 1935        | TQ4168071535 51° 25′ 30″ N, 0° 02′ 11″ E | 1001681 | Voir aussi |

### Merton
| Nom                | Grade | Localisation | Type           | Terminé                | Grille réf/Coordonnées                   | Numéro  | Image      |
| ------------------ | ----- | ------------ | -------------- | ---------------------- | ---------------------------------------- | ------- | ---------- |
| Cannizaro Park     | II*   | Wimbledon    | Parc public    | Début du XVIIIe siècle | TQ2309770664 51° 25′ 18″ N, 0° 13′ 52″ O | 1000797 | Voir aussi |
| Morden Hall Park   | II    | Morden       | Parc et jardin | Années 1870            | TQ2623068244 51° 23′ 57″ N, 0° 11′ 13″ O | 1001336 | Voir aussi |
| South Park Gardens | II    | Wimbledon    | Parc public    | 1889                   | TQ2533170782 51° 25′ 20″ N, 0° 11′ 56″ O | 1001398 | Voir aussi |

### Newham
| Nom                     | Grade | Localisation | Type        | Terminé | Grille réf/Coordonnées                   | Numéro  | Image      |
| ----------------------- | ----- | ------------ | ----------- | ------- | ---------------------------------------- | ------- | ---------- |
| City of London Cemetery | I     | Aldersbrook  | Cimetière   | 1857    | TQ4225786441 51° 33′ 32″ N, 0° 03′ 03″ E | 1000286 | Voir aussi |
| West Ham Park           | II    | West Ham     | Parc public | 1887    | TQ4003884268 51° 32′ 24″ N, 0° 01′ 04″ E | 1001685 | Voir aussi |

### Redbridge
| Nom             | Grade | Localisation | Type        | Terminé | Grille réf/Coordonnées                   | Numéro  | Image      |
| --------------- | ----- | ------------ | ----------- | ------- | ---------------------------------------- | ------- | ---------- |
| Wanstead Park   | II*   | Wanstead     | Parc public | 1818    | TQ4104087270 51° 34′ 00″ N, 0° 02′ 01″ E | 1000194 |            |
| Valentines Park | II    | Gants Hill   | Parc public | 1907    | TQ4360687640 51° 34′ 10″ N, 0° 04′ 14″ E | 1000843 | Voir aussi |

### Richmond upon Thames
| Nom                           | Grade | Localisation  | Type                  | Terminé                | Grille réf/Coordonnées                             | Numéro  | Image      |
| ----------------------------- | ----- | ------------- | --------------------- | ---------------------- | -------------------------------------------------- | ------- | ---------- |
| Hampton Court                 | I     | Hampton       | Parc et jardin        | 1540                   | TQ1657068051 51° 23′ 58″ N, 0° 19′ 32″ O           | 1000108 | Voir aussi |
| Hampton Court House           | II*   | Hampton       | Jardin                | Années 1760            | TQ1529269025 51° 24′ 31″ N, 0° 20′ 37″ O           | 1000175 | Voir aussi |
| Strawberry Hill               | II*   | Twickenham    | Jardin                | XVIIIe siècle          | TQ1587172275 51° 26′ 15″ N, 0° 20′ 04″ O           | 1000214 | Voir aussi |
| Bushy Park                    | II*   | Teddington    | Parc public           | XVIIIe siècle          | TQ1583769642 51° 24′ 50″ N, 0° 20′ 09″ O           | 1000281 | Voir aussi |
| Ham House                     | II*   | Ham           | Jardin                | Fin du XVIIe siècle    | TQ1739072752 51° 26′ 30″ N, 0° 18′ 44″ O           | 1000282 | Voir aussi |
| Marble Hill                   | II*   | Twickenham    | Parc et jardin        | XVIIIe siècle          | TQ1735373651 51° 26′ 59″ N, 0° 18′ 45″ O           | 1000400 | Voir aussi |
| Garrick's Villa               | II    | Hampton       | Jardin                | Fin du XVIIIe siècle   | TQ1423869414 51° 24′ 44″ N, 0° 21′ 32″ O           | 1000805 |            |
| Pope's Garden                 | II    | Twickenham    | Jardin                | Années 1720            | TQ1593972808 51° 26′ 33″ N, 0° 20′ 00″ O           | 1000826 |            |
| Richmond Park                 | I     | Richmond      | Parc public           | Milieu du XVIIe siècle | TQ2022972941 51° 26′ 34″ N, 0° 16′ 17″ O           | 1000828 | Voir aussi |
| Royal Botanic Gardens         | I     | Kew           | Jardin botanique      | Années 1840            | TQ1793776087 51° 28′ 17″ N, 0° 18′ 12″ O           | 1000830 | Voir aussi |
| Cimetière de Teddington       | II    | Teddington    | Cimetière             | 1879                   | TQ1536271797 51° 26′ 00″ N, 0° 20′ 31″ O           | 1001547 | Voir aussi |
| York House                    | II    | Twickenham    | Jardin                | Années 1900            | TQ1657973388 51° 26′ 51″ N, 0° 19′ 26″ O           | 1001548 | Voir aussi |
| Terrace and Buccleuch Gardens | II    | Richmond Hill | Parc public           | 1887                   | TQ1806373945 51° 27′ 08″ N, 0° 18′ 08″ O           | 1001551 | Voir aussi |
| Richmond Terrace Walk         | II*   | Richmond Hill | Promenade             | 1700                   | TQ1827273951 51° 27′ 08″ N, 0° 17′ 57″ O           | 1001552 | Voir aussi |
| Landscape at Fieldend         | II    | Twickenham    | Jardin de lotissement | 1960                   | grid_ref= TQ1579371711 51° 25′ 57″ N, 0° 20′ 08″ O | 1468495 |            |

### Southwark
| Nom                  | Grade | Localisation | Type        | Terminé | Grille réf/Coordonnées                   | Numéro  | Image      |
| -------------------- | ----- | ------------ | ----------- | ------- | ---------------------------------------- | ------- | ---------- |
| Dulwich Park         | II    | Dulwich      | Parc public | 1890    | TQ3361573600 51° 26′ 44″ N, 0° 04′ 43″ O | 1000416 | Voir aussi |
| Belair               | II    | West Dulwich | Parc public | 1785    | TQ3276773305 51° 26′ 35″ N, 0° 05′ 28″ O | 1000791 | Voir aussi |
| Cimetière de Nunhead | II*   | Nunhead      | Cimetière   | 1840    | TQ3545475571 51° 27′ 46″ N, 0° 03′ 05″ O | 1000824 | Voir aussi |
| Peckham Rye Park     | II    | Peckham      | Parc public | 1894    | TQ3489074840 51° 27′ 23″ N, 0° 03′ 36″ O | 1000825 | Voir aussi |
| Southwark Park       | II    | Rotherhithe  | Parc public | 1869    | TQ3519178949 51° 29′ 36″ N, 0° 03′ 14″ O | 1000838 | Voir aussi |

### Sutton
| Nom              | Grade | Localisation | Type           | Terminé              | Grille réf/Coordonnées                   | Numéro  | Image      |
| ---------------- | ----- | ------------ | -------------- | -------------------- | ---------------------------------------- | ------- | ---------- |
| Carshalton House | II    | Carshalton   | Jardin         | 1720                 | TQ2759664458 51° 21′ 53″ N, 0° 10′ 07″ O | 1000798 | Voir aussi |
| Nonsuch Park     | II    | Cheam        | Parc et Jardin | Fin du XVIIIe siècle | TQ2309163767 51° 21′ 35″ N, 0° 14′ 01″ O | 1001672 | Voir aussi |

### Tower Hamlets
| Nom                   | Grade | Localisation  | Type        | Terminé | Grille réf/Coordonnées                               | Numéro  | Image      |
| --------------------- | ----- | ------------- | ----------- | ------- | ---------------------------------------------------- | ------- | ---------- |
| Victoria Park         | II*   | Bethnal Green | Parc public | 1845    | TQ3627283847 51° 32′ 13″ N, 0° 02′ 12″ O             | 1000178 | Voir aussi |
| Island Gardens        | II    | Millwall      | Parc public | 1895    | TQ3840078331 51° 29′ 13″ N, 0° 00′ 29″ O             | 1000815 | Voir aussi |
| Arnold Circus         | II    | Bethnal Green | Parc public | 1900    | TQ3364382549 51° 31′ 34″ N, 0° 04′ 30″ O             | 1001300 | Voir aussi |
| Bethnal Green Gardens | II    | Bethnal Green | Parc public | 1875    | grid_ref= TQ 34960 82808 51° 31′ 41″ N, 0° 03′ 21″ O | 1001673 | Voir aussi |
| Cimetière de Novo     | II    | Mile End      | Cimetière   | 1855    | TQ3612482436 51° 31′ 28″ N, 0° 02′ 21″ O             | 1416421 | Voir aussi |

### Wandsworth
| Nom                              | Grade | Localisation | Type                  | Terminé                 | Grille réf/Coordonnées                             | Numéro  | Image      |
| -------------------------------- | ----- | ------------ | --------------------- | ----------------------- | -------------------------------------------------- | ------- | ---------- |
| Battersea Park                   | II*   | Battersea    | Parc public           | 1854                    | TQ2804977164 51° 28′ 44″ N, 0° 09′ 27″ O           | 1000283 | Voir aussi |
| Wandsworth Park                  | II    | Wandsworth   | Parc public           | 1903                    | TQ2485375245 51° 27′ 45″ N, 0° 12′ 15″ O           | 1000285 | Voir aussi |
| Grove House                      | II    | Roehampton   | Jardin                | Milieu du XVIIIe siècle | TQ2191774314 51° 27′ 17″ N, 0° 14′ 48″ O           | 1000419 | Voir aussi |
| Cimetière de Putney Vale         | II    | Putney Vale  | Cimetière             | 1891                    | TQ2233072643 51° 26′ 22″ N, 0° 14′ 29″ O           | 1000827 | Voir aussi |
| Wimbledon Park                   | II*   | Wimbledon    | Parc public           | Années 1760             | TQ2470372394 51° 26′ 13″ N, 0° 12′ 26″ O           | 1000852 | Voir aussi |
| Springfield Hospital             | II    | Tooting      | Terrain de l'hôpital  | 1841                    | TQ2707272561 51° 26′ 16″ N, 0° 10′ 23″ O           | 1001601 | Voir aussi |
| Landscaping to Alton West Estate | II    | Roehampton   | Jardin de lotissement | 1961                    | TQ2181974044 51° 27′ 08″ N, 0° 14′ 54″ O           | 1466474 | Voir aussi |
| Landscaping to Alton East Estate | II    | Roehampton   | Jardin de lotissement | 1955                    | grid_ref= TQ2254673311 51° 26′ 44″ N, 0° 14′ 17″ O | 1466474 |            |

### Westminster
| Nom                                   | Grade | Localisation         | Type                  | Terminé     | Grille réf/Coordonnées                             | Numéro  | Image      |
| ------------------------------------- | ----- | -------------------- | --------------------- | ----------- | -------------------------------------------------- | ------- | ---------- |
| Kensington Gardens                    | I     | South Kensington     | Parc public           | Années 1730 | TQ 26342 80148 51° 30′ 22″ N, 0° 10′ 52″ O         | 1000340 | Voir aussi |
| St James's Park                       | I     | St James's           | Parc public           | 1828        | TQ2945579732 51° 30′ 06″ N, 0° 08′ 11″ O           | 1000483 | Voir aussi |
| Berkeley Square                       | II    | Mayfair              | Square                | 1767        | TQ2877080598 51° 30′ 35″ N, 0° 08′ 45″ O           | 1000516 | Voir aussi |
| Belgrave Square                       | II    | Belgravia            | Square                | 1825        | TQ2826679422 51° 29′ 57″ N, 0° 09′ 13″ O           | 1000792 | Voir aussi |
| Buckingham Palace                     | II*   | Westminster          | Jardin                | 1826        | TQ2878579554 51° 30′ 01″ N, 0° 08′ 46″ O           | 1000795 | Voir aussi |
| Eaton Square                          | II    | Belgravia            | Square                | 1827        | TQ2825478939 51° 29′ 41″ N, 0° 09′ 14″ O           | 1000801 | Voir aussi |
| Eccleston Square                      | II    | Pimlico              | Square                | 1836        | TQ2893678645 51° 29′ 31″ N, 0° 08′ 39″ O           | 1000802 | Voir aussi |
| Green Park                            | II*   | St James's           | Parc public           | 1826        | TQ2889479975 51° 30′ 14″ N, 0° 08′ 39″ O           | 1000806 | Voir aussi |
| Grosvenor Square                      | II    | Mayfair              | Square                | 1726        | TQ2837880796 51° 30′ 41″ N, 0° 09′ 05″ O           | 1000807 | Voir aussi |
| Hyde Park                             | I     | Mayfair              | Parc public           | Années 1820 | TQ2757780341 51° 30′ 27″ N, 0° 09′ 47″ O           | 1000814 | Voir aussi |
| Portman Square and Manchester Square  | II    | Marylebone           | Square                | 1780        | TQ2806581254 51° 30′ 56″ N, 0° 09′ 21″ O           | 1000254 | Voir aussi |
| St James's Square                     | II    | location= St James's | Square                | 1818        | TQ2951080343 51° 30′ 26″ N, 0° 08′ 07″ O           | 1000833 | Voir aussi |
| Victoria Embankment Gardens           | II*   | Charing Cross        | Parc public           | 1872        | TQ3034180190 51° 40′ 33″ N, 0° 12′ 04″ O           | 1000844 | Voir aussi |
| Victoria Tower Gardens                | II    | Westminster          | Parc public           | 1879        | TQ3025879170 51° 29′ 47″ N, 0° 07′ 30″ O           | 1000845 | Voir aussi |
| Warwick Square                        | II    | Pimlico              | Square                | 1843        | TQ2913878498 51° 29′ 26″ N, 0° 08′ 29″ O           | 1000848 | Voir aussi |
| Parliament Square                     | II    | Westminster          | Square publique       | 1950        | TQ3005079640 51° 30′ 03″ N, 0° 07′ 40″ O           | 1001342 | Voir aussi |
| Trafalgar Square                      | I     | Charing Cross        | Square                | 1845        | TQ3000780447 51° 30′ 29″ N, 0° 07′ 41″ O           | 1001362 | Voir aussi |
| Chester Square                        | II    | Belgravia            | Square                | 1835        | TQ2850978951 51° 29′ 42″ N, 0° 09′ 01″ O           | 1001675 | Voir aussi |
| Wilton Crescent                       | II    | Belgravia            | Square                | 1827        | TQ2812379576 51° 30′ 02″ N, 0° 09′ 20″ O           | 1001676 | Voir aussi |
| Dolphin Square Gardens                | II    | location= Pimlico    | Jardin de lotissement | 1937        | TQ2950078004 51° 29′ 10″ N, 0° 08′ 11″ O           | 1455668 | Voir aussi |
| The Water Gardens Designed Landscape  | II    | Paddington           | Jardin de lotissement | 1966        | grid_ref= TQ2726381395 51° 31′ 02″ N, 0° 10′ 02″ O | 1466630 |            |
| St George's Square Garden             | II    | Pimlico              | Square                | 1844        | TQ2961278110 51° 29′ 14″ N, 0° 08′ 05″ O           | 1467523 | Voir aussi |
| Brunel Estate                         | II    | Westbourne           | Jardin de lotissement | 1974        | TQ2515081623 51° 31′ 11″ N, 0° 11′ 51″ O           | 1468695 | Voir aussi |
| Landscape to Churchill Gardens Estate | II    | Pimlico              | Jardin de lotissement | 1962        | TQ2913878024 51° 29′ 11″ N, 0° 08′ 29″ O           | 1469043 | Voir aussi |
| Pimlico Gardens                       | II    | Pimlico              | Parc public           | 1915        | TQ2966377939 51° 29′ 08″ N, 0° 08′ 02″ O           | 1469085 | Voir aussi |